# 黃尊秋
黃尊秋（1923年12月5日—2000年11月24日），中國國民黨籍政治人物，日治台灣臺中州彰化郡福興（今彰化縣福興鄉外埔村）人，曾任監察院院長、檢察官、臺灣高等法院臺南分院庭長、中國國民黨中央常務委員、監察委員。

## 生平
黃尊秋於臺灣日治時代出生。1945年國民政府接收臺灣後，考取中央警官學校。
畢業後，通過高等考試成為檢察官，任職於澎湖地方法院、台東地方法院。後通過高等考試成為法官。
1990年，經李登輝總統提名，擔任中華民國監察院院長，1993年卸任，被聘為總統府資政。
2000年11月24日，病逝於臺大醫院，同年12月16日上午9時30分至11時於臨濟護國禪寺舉行公祭，由時任行政院院長張俊雄、立法院院長王金平、司法院院長翁岳生、考試院院長許水德等人為其覆蓋國旗；中國國民黨副主席吳伯雄、邱創煥、李連教育基金會董事長黃昆輝、秘書長林豐正等人為其覆蓋中國國民黨黨旗，時任監察院院長錢復兼任黃故院長治喪委員會主任委員，時任總統陳水扁親臨致祭並親頒褒揚令。

## 家庭
- 長子黃禎祥：中山醫學院畢業，現為內兒科醫師
- 次子黃禎憲：台北醫學院畢業，現為皮膚科醫師[4]
- 三子黃禎淦：台北醫學院畢業，現為皮膚科醫師
- 長女黃昭順：高雄醫學院畢業，曾任立法委員[5][6]
- 次女黃淑媛：高雄醫學院畢業，現為皮膚科醫師

## 外部連結
| 官衔          | 官衔                                          | 官衔          |
| ------------- | --------------------------------------------- | ------------- |
| 監察院        |                                               |               |
| 前任： 余俊賢 | 監察院院長 第四任 1987年3月12日－1993年2月1日 | 繼任： 陳履安 |